# China Minmetals
China Minmetals Corporation (CMC) — китайская государственная торговая компания, специализирующаяся на поставках минерального сырья, цветных и чёрных металлов. Входит в число крупнейших компаний страны. Штаб-квартира расположена в Пекине, контрольный пакет акций принадлежит Комитету по контролю и управлению государственным имуществом Китая (SASAC). 

## История
В марте 1950 года решением центрального правительства Китая была основана China Metals & Electrical Supplies Import Corporation — предшественница China Minmetals Corporation. Компания занималась поставками чёрных и цветных металлов, электротехники и средств связи. В 1955 году она сменила название на China Metals Import Corporation.
В декабре 1960 года China Metals Import Corporation была объединена с China Minerals Corporation в единую компанию China Metals & Minerals Import & Export Corporation. В 1965 году компания сменила название на China National Metals & Minerals Import & Export Corporation. Основным направлением деятельности был импорт стальной продукции из Японии.
К началу 1980-х годов представительства и дочерние предприятия компании работали в США, Великобритании, Бельгии и Японии. В августе 1984 года была создана первая дочерняя компания в Китае — China International Engineering & Material Supply Corporation. В октябре 1984 года Minmetals совместно с иностранными инвесторами построила в Пекине пятизвездочный отель Shangri-La. В 1987 году компания вошла в консорциум для строительства Зоны экономического и технического развития Нинбо, в 1988 году создала ряд дочерних компаний, в том числе Minmetals International Enterprises Development, Minmetals International Non-ferrous Metals Trading, Minmetals Trading и Minmetals Rare & Precious Minerals Import & Export. В декабре 1991 года решением Госсовета Китая была создана China Minmetals Group.
В 1993 году компании Minmetals и China Foreign Trade Trust & Investment совместно приобрели 33,75 % акций гонконгского First Pacific Bank (позже их доля была увеличена до 75 %). В 1996 году в Гонконге была основана дочерняя компания China Minmetals HK (Holding), отвечавшая за операции в Юго-Восточной Азии. В мае 1997 года дочерняя компания Minmetals Development вышла на Шанхайскую фондовую биржу. В ноябре 1997 года Minmetals инвестировала средства в компанию Xiamen Tungsten, которая владела крупнейшим в стране Сямыньским вольфрамовым заводом.
В декабре 1998 года группа Minmetals была выведена из подчинения Министерства внешней торговли и экономического сотрудничества Китая и напрямую подчинена Центральному комитету КПК; также в декабре 1998 года была основана дочерняя компания Minmetals Townlord Information Technology. В мае 1999 года Minmetals и французская группа AXA создали в Шанхае совместную страховую компанию Axa-Minmetals Assurance; также в мае 1999 года была учреждена дочерняя компания China Minmetals South America (Holding), отвечавшая за операции в Южной Америке.
В июле 2000 года China National Metals & Minerals Import & Export Corporation реорганизовала активы дочерних компаний China Nonferrous Metals Industrial Trade Corporation, Sino-Mining International и China Nonferrous Metals (Hong Kong) Group. В декабре 2001 года компания сформировав шесть бизнес-направлений и два бизнес-подразделения, а также учредила дочернюю компанию China Minmetals Nonferrous Metals. В октябре 2003 года Minmetals приобрела две гонконгские компании — Oriental Metals Holdings и ONFEM Holdings. По результатам 2003 года журнал Fortune включил Minmetals Development в десятку крупнейших компаний Китая.
В январе 2004 года Комитет по контролю и управлению государственным имуществом Китая (SASAC) переименовал China National Metals & Minerals Import & Export Corporation в China Minmetals Corporation, а в сентябре 2004 года присоединил к компании шахты «Хансин». В августе 2005 года компания Oriental Metals Holdings была переименована в Minmetals Resources и выведена на Гонконгскую фондовую биржу. В июле 2006 года China Minmetals Corporation поглотила активы Ershisanye Construction Group, которая занималась строительством шахт, заводов и жилой недвижимости, а в марте 2007 года начала развитие промышленного парка в Инкоу.
В мае 2007 года компания ONFEM Holdings была переименована в Minmetals Land (основные интересы — строительство и недвижимость). Летом 2009 года China Minmetals приобрела за 1,7 млрд долл. значительную часть горнодобывающих активов австралийской компании OZ Minerals, на основе которых была создана новая компания Minerals and Metals Group (MMG). В октябре 2009 года SASAC присоединил к China Minmetals две компании — Changsha Research Institute of Mining and Metallurgy (CRIMM) и Luzhong Metallurgical and Mining Group (провинция Шаньдун), а в декабре 2009 года — крупного производителя цветных металлов Hunan Nonferrous Metals Holding Group (город Чанша провинции Хунань). По итогам 2009 года China Minmetals Corporation вошла в тройку ведущих промышленных компаний Китая.  
В январе 2010 года China Minmetals реорганизовала Qingtai Trust and Investment в дочернюю компанию Minmetals International Trust Company. В июле 2010 года China Minmetals вошла в рейтинг Fortune Global 500, заняв в нём 332-е место с годовой выручкой в 24,9 млрд. долларов. Осенью 2011 года дочерняя Minmetals Resources приобрела за 1,3 млрд долл. канадскую горнодобывающую компанию Anvil Mining. В декабре 2015 года Комитет по контролю и управлению государственным имуществом (SASAC) при Государственном совете КНР официально объявил о стратегической реорганизации компаний China Minmetals Corporation и China Metallurgical Group Corporation. В июне 2016 года горнодобывающие и металлургические компании China Minmetals Corporation и China Metallurgical Group Corporation официально объединились в единую корпорацию. Активы новой корпорации China Minmetals превысили 700 млрд юаней (около 106,5 млрд долларов США), она насчитывала около 240 тыс. рабочих и служащих, 29 платформ научно-технических инноваций и ведущих лабораторий государственного значения.
По итогам 2019 года выручка China Minmetals выросла на 13,4 % в годовом исчислении, впервые превысив отметку в 600 млрд юаней (около 86,4 млрд долл. США). Общая прибыль и чистая прибыль компании выросли соответственно на 13,3 % и 28,9 % по сравнению с 2018 годом. В мае 2020 года China Minmetals создала совместное предприятие с Rio Tinto для разработки месторождений полезных ископаемых в Китае. В 2020 году выручка China Minmetals Corporation достигла 703,9 млрд юаней.
В декабре 2021 года из активов компаний China Minmetals Corporation, Aluminium Corporation of China, Ganzhou Rare Earth Group, China Iron & Steel Research Institute Group и Grinm Group Corporation была образована новая государственная компания China Rare Earth Group. По итогам 2021 года операционные доходы компании впервые превысили 800 млрд юаней (около 125 млрд долл. США), увеличившись в годовом исчислении на 20 %, а рост чистой прибыли достиг 10 %. В апреле 2024 года дочерняя компания MMG Limited завершила сделку по приобретению за 1,87 млрд долл. крупного месторождения медной руды Хоэмакау, расположенного в Ботсване.

## Продукция и услуги
Основная сырьевая продукция China Minmetals Corporation — медь, алюминий, вольфрам, олово, сурьма, свинец, цинк, никель, висмут и кобальт, а также железная руда, магнетит, пирит, уголь, каменноугольный кокс, сталь (в том числе прокат, трубы, проволока) и ферросплавы. Сеть складов и офисов продаж China Minmetals охватывает все провинции Китая и десятки стран мира. 
Дочерние структуры China Minmetals занимаются разведкой и добычей полезных ископаемых, планированием, строительством и модернизацией шахт и металлургических заводов, строительством жилья, объектов транспортной и коммунальной инфраструктуры, поставками и установкой горнодобывающего и промышленного оборудования, морскими и железнодорожными перевозками, операциями с недвижимостью, инвестициями, финансовыми услугами, торговлей электротехникой и электроникой.
Строительные подразделения China Minmetals возводили металлургические предприятия во Вьетнаме, Малайзии, Индии и Украине, а также новые районы в городе Шэньчжэнь.
К концу 2020 года в состав China Minmetals входили 14 научно-исследовательских и конструкторских институтов, 41 научно-техническая и научно-исследовательская платформа государственного уровня, в том числе несколько национальных лабораторий, 29 тыс. человек научно-технического персонала и более 80 тыс. специалистов.

## Дочерние структуры
China Minmetals Corporation имеет девять публичных дочерних компаний: MCC (акции котируются на Шанхайской и Гонконгской фондовых биржах), Minmetals Capital, Minmetals Development, Zhuzhou Smelter Group и Changyuan Lico (Шанхайская фондовая биржа), Minmetals Rare Earth и China Tungsten High-tech (Шэньчжэньская фондовая биржа), Minmetals Resources и Minmetals Land (Гонконгская фондовая биржа). К концу 2020 года общий объём активов группы достиг 983 млрд. юаней.
China Minmetals Corporation владеет крупнейшим в стране комбинатом по производству глинозёма в Гуанси, металлургическими заводами в городах Сямынь, Цзинань, Чанша, Ганьчжоу, Чжучжоу и Чанъюань, научно-исследовательским институтом горно-металлургической промышленности в городе Чанша. 

### Зарубежные активы
Дочерняя компания MMG Limited (Мельбурн) добывает медь, свинец, цинк, золото и серебро в Австралии, Конго, Перу и Лаосе. Её акции котируются на Гонконгской фондовой бирже. Дочерняя компания Anvil Mining (Монреаль) добывает медь и кобальт в Конго, её акции котируются на Торонтской и Австралийской фондовых биржах.
Американское подразделение группы Minmetals Inc. базируется в Уихокене. Дочерние структуры China Minmetals Corporation добывают медную руду в Перу (Northern Peru Copper Corp) и бокситы на Ямайке (совместное предприятие China Minmetals и американской Century Aluminum Company).

### Список аффилированных структур

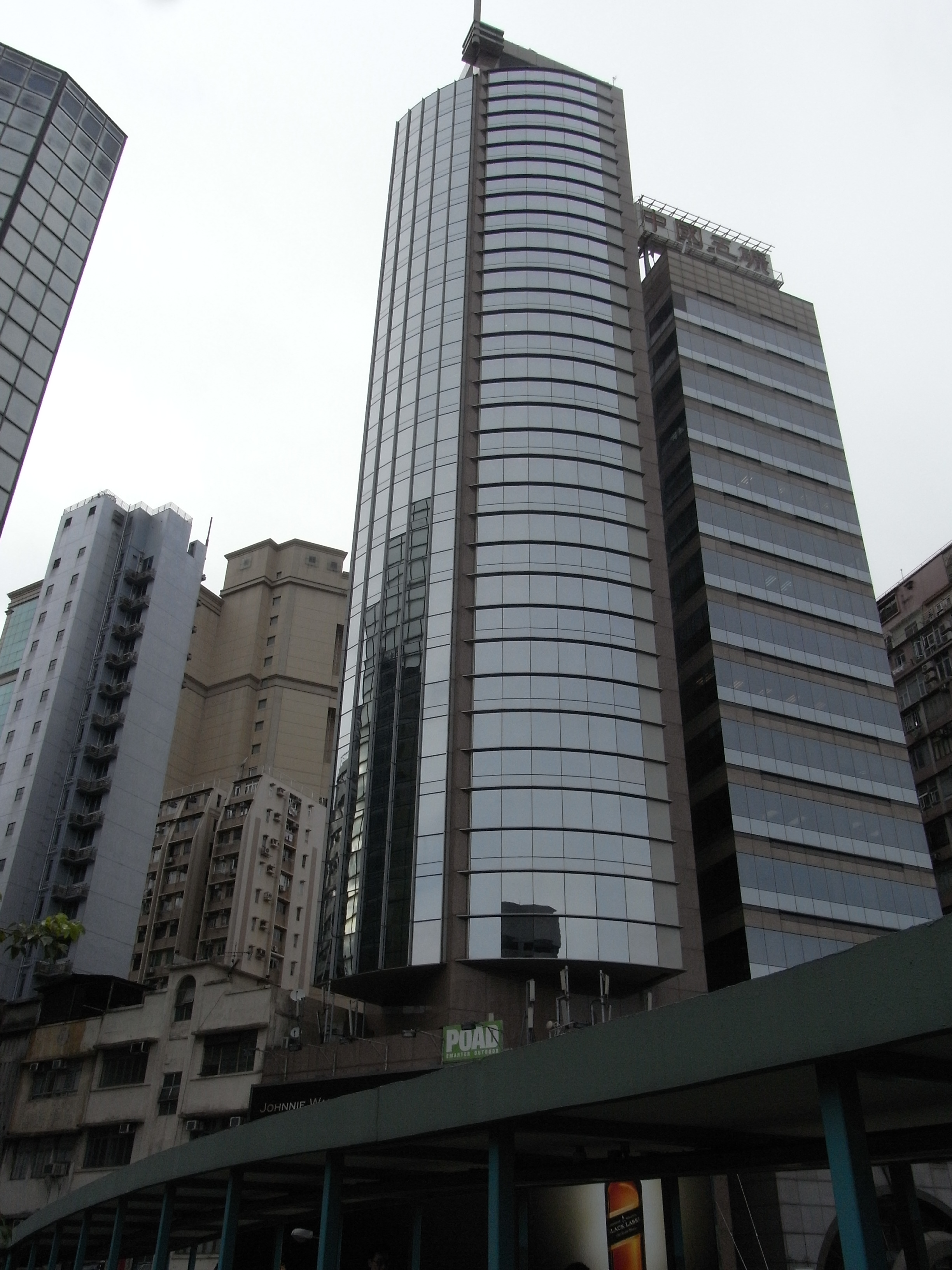
Офис China Minmetals в Гонконге

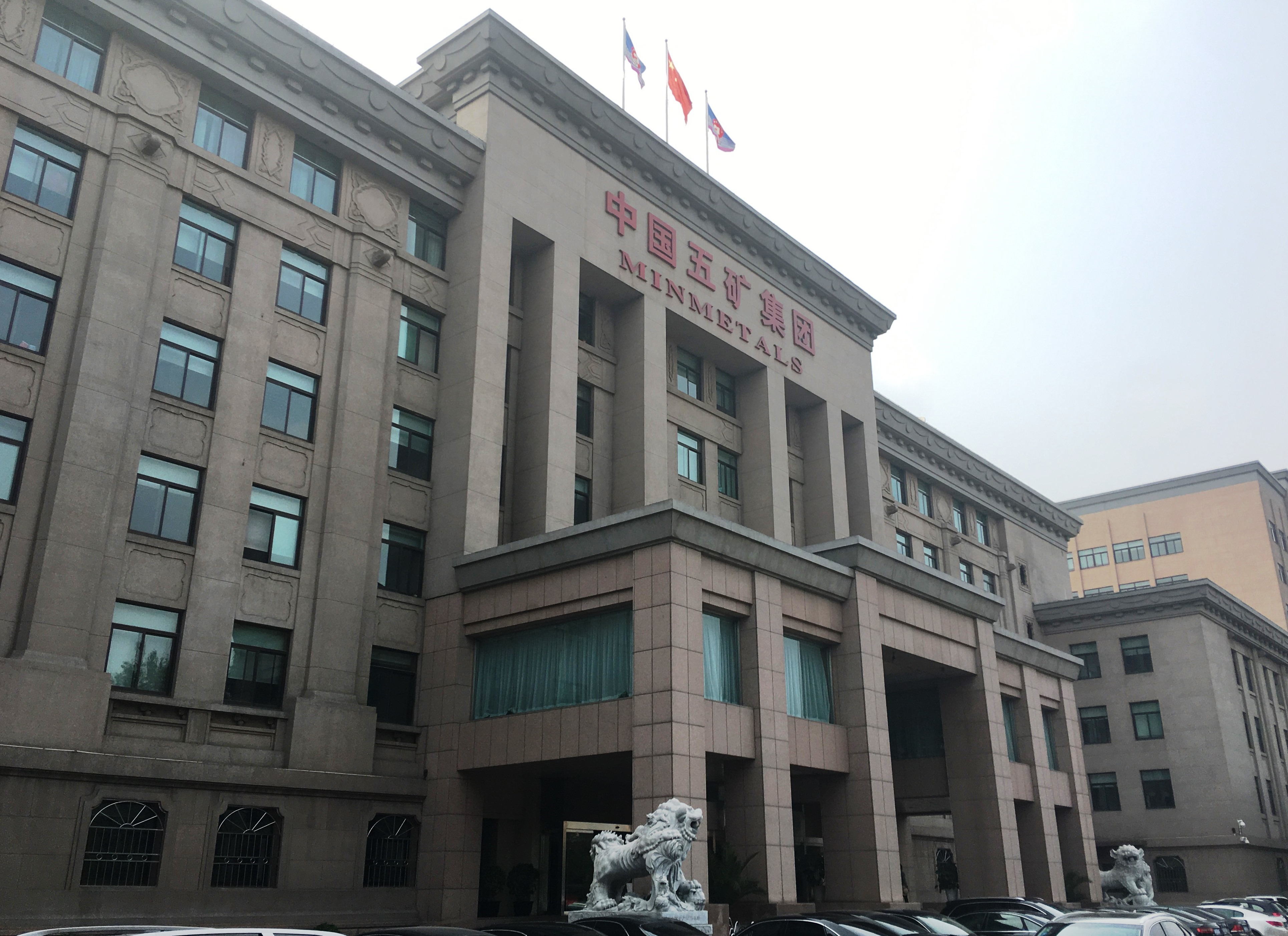
Офис Minmetals Development в районе Хайдянь

В состав China Minmetals входит несколько десятков аффилированных структур, крупнейшими из которых являются:
- Minmetals Resources (сырьё)
- Minmetals Development (сырьё)
- Minmetals Rare Earth (сырьё)
- Minmetals Mining Holdings (сырьё)
- Minmetals Luzhong Mining (сырьё)
- Minmetals Exploration & Development (сырьё)
- China Minmetals Non-Ferrous Metals Holding (металлургия)
- China Tungsten And Hightech Materials (металлургия)
- Hunan Nonferrous Metals Holding Group (металлургия)
- Zhuzhou Smelter Group (металлургия)
- Hunan Changyuan Lico (материалы для аккумуляторов)
- China Metallurgical Group Corporation (строительство)
- Minmetals Land (недвижимость)
- MCC Real Estate (недвижимость)
- Minmetals Capital (финансы)
- Minmetals Finance (финансы)
- Minmetals Innovative Investment (финансы)
- Minmetals Assets Management (финансы)